# Ternstremija
Ternstremija (lat. Ternstroemia), biljni rod iz porodice Pentaphylacaceae kojemu pripada preko 150 vrsta zimzelenog drveća iz tropske Amerike i Afrike, tropske i suptropske Azije i Havaja
Rod je opisan 1781.[1782]

## Vrste
1. Ternstroemia acrodantha Kobuski & Steyerm.
2. Ternstroemia acuminata Jack
3. Ternstroemia africana Melch.
4. Ternstroemia alnifolia Wawra
5. Ternstroemia amistadensis Q.Jiménez & D.Santam.
6. Ternstroemia aracae B.M.Boom
7. Ternstroemia asymmetrica Rusby
8. Ternstroemia baracoensis O.C.Schmidt
9. Ternstroemia barkeri Ekman & O.C.Schmidt
10. Ternstroemia beccarii Stapf ex Ridl.
11. Ternstroemia biangulipes H.T.Chang
12. Ternstroemia borbensis Kobuski
13. Ternstroemia brachypoda (Wawra) Kobuski
14. Ternstroemia brasiliensis Cambess.
15. Ternstroemia brevistyla Kobuski
16. Ternstroemia britteniana F.Muell.
17. Ternstroemia browniana Kobuski
18. Ternstroemia bullata Proctor
19. Ternstroemia buxifolia Ekman & O.C.Schmidt
20. Ternstroemia calycina Fawc. & Rendle
21. Ternstroemia camelliifolia Linden & Planch.
22. Ternstroemia cameroonensis Cheek
23. Ternstroemia campinicola B.M.Boom
24. Ternstroemia candolleana Wawra
25. Ternstroemia carnosa Cambess.
26. Ternstroemia cernua Griseb.
27. Ternstroemia chapaensis Gagnep.
28. Ternstroemia cherryi (F.M.Bailey) Merr. ex J.F.Bailey & C.T White
29. Ternstroemia circumscissilis Kobuski
30. Ternstroemia citrina Ridl.
31. Ternstroemia cleistogama Kobuski
32. Ternstroemia clusiifolia Kunth
33. Ternstroemia compacta (J.F.Macbr.) Molinari
34. Ternstroemia congestiflora Triana & Planch.
35. Ternstroemia coniocarpa L.K.Ling
36. Ternstroemia coriacea Scheff.
37. Ternstroemia crassifolia Benth.
38. Ternstroemia cuneifolia Gardner
39. Ternstroemia dehiscens Huber
40. Ternstroemia delicatula Choisy
41. Ternstroemia dentata (Aubl.) Sw.
42. Ternstroemia denticulata (Pierre) Ridl.
43. Ternstroemia dentisepala B.M.Barthol.
44. Ternstroemia discoidea Gleason
45. Ternstroemia distyla Kobuski
46. Ternstroemia duidae Gleason
47. Ternstroemia dura Gleason
48. Ternstroemia ekmanii O.C.Schmidt
49. Ternstroemia elliptica Sw.
50. Ternstroemia elongata (Korth.) Koord.
51. Ternstroemia emarginata (Gardner) Choisy
52. Ternstroemia evenia (King) A.C.Sm.
53. Ternstroemia flavescens Griseb.
54. Ternstroemia foetida Kobuski
55. Ternstroemia fragrans (Champ.) Choisy
56. Ternstroemia gitingensis Elmer
57. Ternstroemia glandulosa Alain
58. Ternstroemia gleasoniana Kobuski
59. Ternstroemia globiflora Ruiz & Pav.
60. Ternstroemia glomerata Proctor
61. Ternstroemia gracilifolia O.C.Schmidt
62. Ternstroemia grandiosa Kobuski
63. Ternstroemia granulata Krug & Urb.
64. Ternstroemia guanchezii B.M.Boom
65. Ternstroemia gymnanthera (Wight & Arn.) Bedd.
66. Ternstroemia hainanensis H.T.Chang
67. Ternstroemia hartii Krug & Urb.
68. Ternstroemia heptasepala Krug & Urb.
69. Ternstroemia hosei Ridl.
70. Ternstroemia houtsoortiana Pierre
71. Ternstroemia howardiana Kobuski
72. Ternstroemia huasteca B.M.Barthol.
73. Ternstroemia insignis Y.C.Wu
74. Ternstroemia jelskii (Szyszyl.) Melch.
75. Ternstroemia kanehirae Kobuski
76. Ternstroemia killipiana Kobuski
77. Ternstroemia kjellbergii Kobuski
78. Ternstroemia klugiana Kobuski
79. Ternstroemia krukoffiana Kobuski
80. Ternstroemia kwangtungensis Merr.
81. Ternstroemia laevigata Wawra
82. Ternstroemia landae Standl. & L.O.Williams
83. Ternstroemia ledermannii (Lauterb.) Hatus.
84. Ternstroemia lehmannii (Hieron.) Urb.
85. Ternstroemia liesneriana D.Santam. & Lagom.
86. Ternstroemia lineata DC.
87. Ternstroemia longipes Klotzsch ex Wawra
88. Ternstroemia lowii Stapf
89. Ternstroemia luquillensis Krug & Urb.
90. Ternstroemia luteoflora L.K.Ling
91. Ternstroemia maclellandiana Ridl.
92. Ternstroemia macrocarpa Triana & Planch.
93. Ternstroemia magnifica Stapf ex Ridl.
94. Ternstroemia maguirei B.M.Boom
95. Ternstroemia maltbya Rose
96. Ternstroemia megaloptycha Kobuski
97. Ternstroemia meiocarpa Kobuski
98. Ternstroemia meridionalis Mutis ex L.f.
99. Ternstroemia merrilliana Kobuski
100. Ternstroemia microcalyx Krug & Urb.
101. Ternstroemia microcarpa Turcz.
102. Ternstroemia microphylla Merr.
103. Ternstroemia moaensis Borhidi & O.Muñiz
104. Ternstroemia monostigma W.R.Barker
105. Ternstroemia montana Ridl.
106. Ternstroemia multiovulata Gómez-Laur., Q.Jiménez & N.Zamora
107. Ternstroemia mutisiana Kobuski
108. Ternstroemia nabirensis Sa.Kurata
109. Ternstroemia nashii Urb.
110. Ternstroemia nitida Merr.
111. Ternstroemia oleifolia Wawra
112. Ternstroemia oligostemon Krug & Urb.
113. Ternstroemia pachytrocha Kobuski
114. Ternstroemia palembangensis Kobuski
115. Ternstroemia parviflora Krug & Urb.
116. Ternstroemia patens (Korth.) Choisy
117. Ternstroemia peduncularis DC.
118. Ternstroemia penangiana Choisy
119. Ternstroemia penduliflora Kobuski
120. Ternstroemia philippinensis Merr.
121. Ternstroemia polyandra Kobuski
122. Ternstroemia polypetala Melch.
123. Ternstroemia prancei B.M.Boom
124. Ternstroemia pubescens Kobuski
125. Ternstroemia punctata (Aubl.) Sw.
126. Ternstroemia pungens Gleason
127. Ternstroemia quinquepartita Ruiz & Pav.
128. Ternstroemia retusifolia Kobuski
129. Ternstroemia robinsonii Merr.
130. Ternstroemia rostrata Krug & Urb.
131. Ternstroemia schomburgkiana Benth.
132. Ternstroemia scortechinii King
133. Ternstroemia selleana Ekman & O.C.Schmidt
134. Ternstroemia serrata Jack
135. Ternstroemia sichuanensis L.K.Ling
136. Ternstroemia simaoensis L.K.Ling
137. Ternstroemia stahlii Krug & Urb.
138. Ternstroemia steyermarkii Kobuski
139. Ternstroemia subcaudata Kobuski
140. Ternstroemia subserrata (Rusby) Melch.
141. Ternstroemia subsessilis (Britton) Kobuski
142. Ternstroemia sylvatica Schltdl. & Cham.
143. Ternstroemia tepezapote Schltdl. & Cham.
144. Ternstroemia toquian Fern.-Vill.
145. Ternstroemia tristyla Gleason
146. Ternstroemia unilocularis Kobuski & Steyerm.
147. Ternstroemia urdanetensis (Elmer) Kobuski
148. Ternstroemia urophora Kobuski
149. Ternstroemia verticillata Klotzsch ex Wawra
150. Ternstroemia wallichiana (Griff.) Engl.
151. Ternstroemia washikiatii Cornejo & C.Ulloa
152. Ternstroemia yunnanensis L.K.Ling

## Vanjske poveznice
|  | Zajednički poslužitelj ima još gradiva o temi Ternstroemia |
|  | Wikivrste imaju podatke o taksonu Ternstroemia             |